# WTA Challenger Series 2014
In der folgenden Tabelle werden die Turniere der professionellen Damentennis-Saison 2014 der WTA Challenger Series dargestellt.
Von den sechs für 2014 geplanten Turnieren wurden nur fünf ausgetragen. Das ursprünglich für November geplante Turnier von Ra’anana, Israel, wurde aufgrund der unsicheren politischen Lage aus dem Turnierkalender genommen.

## Turnierplan
| Datum                          | Ort      | Turnier                                        | Preisgeld | Belag     | Sieger Einzel        | Sieger Doppel                      |
| ------------------------------ | -------- | ---------------------------------------------- | --------- | --------- | -------------------- | ---------------------------------- |
| 21.–26. Juli 2014              | Nanchang | Zhong Hong Jiang Xi International Women’s Open | $125.000  | Hartplatz | Peng Shuai           | Chuang Chia-jung Junri Namigata    |
| 1.–6. September 2014           | Suzhou   | Huangcangyu WTA Suzhou Ladies Open             | $125.000  | Hartplatz | Anna-Lena Friedsam   | Chan Chin-wei Chuang Chia-jung     |
| 27. Oktober – 2. November 2014 | Ningbo   | Yinzhou Bank International Women’s Tennis Open | $125.000  | Hartplatz | Magda Linette        | Arina Rodionowa Olha Sawtschuk     |
| 3.–9. November 2014            | Taipeh   | OEC Taipei WTA Ladies Open                     | $125.000  | Hartplatz | Witalija Djatschenko | Chan Hao-ching Chan Yung-jan       |
| 3.–9. November 2014            | Limoges  | Open GDF Suez de Limoges                       | $125.000  | Hartplatz | Tereza Smitková      | Kateřina Siniaková Renata Voráčová |
| 10.–15. November 2014          | Ra’anana | Israel Open 2014                               | $125.000  | Hartplatz | –                    | –                                  |